# Enjoy the Ride (Sugarland)
Enjoy the Ride è il secondo album in studio del gruppo di musica country statunitense Sugarland, pubblicato nel 2006.

## Tracce
1. Settlin' – 3:27 (Jennifer Nettles, Kristian Bush, Tim Owens)
2. County Line – 2:50 (Nettles, Bush, Lisa Carver)
3. Want To – 3:35 (Nettles, Bush, Bobby Pinson)
4. Everyday America – 3:52 (Nettles, Bush, Carver)
5. Happy Ending – 5:16 (Nettles, Bush, Owens)
6. These Are the Days – 3:49 (Nettles, Bush, Carver)
7. One Blue Sky – 4:17 (Nettles, Bush, Carver)
8. April Showers – 3:24 (Nettles, Bush, Jeff Cohen)
9. Mean Girls – 2:40 (Nettles, Bush, Owens)
10. Stay – 4:44 (Nettles)
11. Sugarland – 4:24 (Bush, Kristen Hall, Vanessa Olivarez)